# Girls in Love
Girls in Love este un serial britanic destinat adolescenților, produs de Granada Television și difuzat pe CITV. Este bazat pe romanul cu același nume, ambele create de scriitoarea engleză Jacqueline Wilson.
Serialul a avut două sezoane, în perioada 1 aprilie 2003 - 20 mai 2005. A fost filmat la Manchester. Nu a fost difuzat în România.